# 石原恒和
石原 恒和（いしはら つねかず、1957年11月27日 - ）は、ゲームプロデューサー、ゲームクリエイター。
株式会社ポケモン代表取締役社長・CEO。株式会社クリーチャーズ ファウンダー。一般財団法人ポケモン・ウィズ・ユー財団　代表理事 理事長。『ポケットモンスター』関連のビジネスを手掛ける中心人物である。田尻智が『ポケットモンスター』の「生みの親」であるなら、石原は『ポケットモンスター』というコンテンツを成熟させた「育ての親」と言える。

## 来歴
三重県鳥羽市小浜町出身。三重県立伊勢高等学校を経て、1980年、筑波大学芸術専門学群総合造形（Plastic Art and Mixed Media）卒業、1983年、筑波大学大学院芸術研究科修了。在学中は最新CGによる映像表現の仕組みを学び、その後、ビデオ・アートやコンピュータアートに関わるようになる。1980年代から大学でCGを学んだのは、後のゲーム関係者としてはかなり早い時代での取り組みである。
1983年、西武セゾングループの広告代理店・株式会社SPNに入社、その後、合併によってできた株式会社I&Sへ移る。
1985年、日本でのCGプロダクションの草分け的存在であった株式会社セディックに移籍。コンピュータソフト開発・テレビ番組プロデュースを手がけるようになる。セディック在職中の主なプロデュース作品は、フジテレビの深夜番組『浅田彰の電視進化論』や『TV's TV』、『糸井重里の電視遊戯大展覧会』、など。これらを制作する中で、糸井重里やすぎやまこういち、田尻智らの協力を得る。
1987年、メディア・アーティストの岩井俊雄とサイトロン・アンド・アート社と共にファミコンソフト（ディスクシステム用）『オトッキー』を開発し、アスキー社から発売。
1988年、単行本『テレビゲーム－電視遊戯大全』（UPU刊）の出版に際し、企画から執筆、完成まで総監督として指揮をとった。
1990年、テトリスの開発者であるアレクセイ・パジトノフ、任天堂と共に、ファミコンソフト（ディスクシステム用）『ナイトムーブ』を開発し、任天堂から発売。音楽は田中宏和が手がけている。
1991年、チュンソフトとゲームデザイナー三浦明彦らと共に、ファミコン用ソフト『テトリス2＋ボンブリス』を開発し、BPS及び任天堂より発売。海外版は『TETRIS BLAST』という名称で発売された。
1991年、糸井重里が代表を務める株式会社エイプに入社。入社後は、『ヨッシーのたまご』（開発はゲームフリーク）や『MOTHER2 ギーグの逆襲』（開発はハル研究所）、『マリオのピクロス』（開発はジュピター）などのプロデューサーを務めた。
1993年、任天堂、ゲームフリークと共にマウスでプレイするスーパーファミコンソフト『マリオとワリオ』を開発し任天堂より発売。
1995年、エイプを退社し、株式会社クリーチャーズを設立。
1996年、任天堂、ゲームフリークと共にゲームボーイソフト『ポケットモンスター 赤・緑』を開発し任天堂より発売。以降、ポケモンソフト全作品にプロデューサーとして携わり、トレーディングカードゲーム「ポケモンカードゲーム」を、ゲームデザイナーである大山功一、三浦明彦らと開発し発売。
1997年、アンブレラと音声認識デバイスを同梱したNINTENDO64用ソフト『ピカチュウげんきでちゅう』を開発し任天堂より発売。
1998年、ポケモン関連のグッズを販売する会社であるポケモンセンター株式会社（現・株式会社ポケモン）を設立し代表取締役社長に就任。
任天堂と64GBパックを同梱したNINTENDO64用ソフト『ポケモンスタジアム』を開発し発売。その後、スタジアム2、スタジアム金銀、などの続編も発売。
ジュピターと「ポケットピカチュウ」を開発し任天堂より発売。
ハドソンとゲームボーイ用ソフト『ポケモンカードGB』を開発し任天堂より発売。
1999年、ノイズとNINTENDO64用ソフト『カスタムロボ』を開発し任天堂より発売。
ジュピターとゲームボーイソフト『ポケモンピンボール』を開発し任天堂より発売。ロムカセット基板に振動素子を搭載したハプティクス導入ゲームとして注目された。後の『ポケモンGOプラス』にもハプティクスの考え方が活かされている。後継ソフト『ポケモンピンボール ルビー＆サファイア』では、振動素子は採用されなかったが、ゲームボーイプレイヤーでニンテンドーゲームキューブ用コントローラを使った場合に振動するように設計されていた。
ハル研究所とNINTENDO64用ソフト『ポケモンスナップ』を開発し発売。
2001年、Pokémon USA,Inc.（現 The Pokémon Company International）を設立
任天堂とポケモン専用ハード「ポケモンミニ」を開発し発売。『ポケモンパーティミニ』、『ポケモンピンボールミニ』、『ポケモンショックテトリス』など10種類のソフトが発売された（開発はジュピター）。『ポケモンショックテトリス』ではペントミノ（5つの正方形ブロック）が登場するモードがあった。
2003年、ジニアスソノリティとニンテンドーゲームキューブ用ソフト『ポケモンコロシアム』を開発し発売。その後、続編『ポケモンXD 闇の旋風ダーク・ルギア』、『ポケモンバトルレボリューション(Wii用）』も発売。任天堂と「ポケモーション」を開発し発売。
2004年、ゲームボーイアドバンス用ワイアレスアダプターを同梱した『ポケットモンスター ファイアレッド・リーフグリーン』を任天堂、ゲームフリークと開発し任天堂より発売。これによりポケモンのバトルや交換が通信ケーブルでなくワイアレスでできるようになった。
アンブレラとニンテンドーDS用ソフト『ポケモンダッシュ』を開発し発売。
2005年、チュンソフトと『ポケモン不思議のダンジョン　青の救助隊・赤の救助隊』を開発し発売。その後、ポケモン不思議のダンジョンシリーズとして、後継ソフトを次々と発売。
ジニアスソノリティとDS用ソフト『ポケモントローゼ』を開発し発売。
2006年、ハル研究所、クリーチャーズと『ポケモンレンジャー』を開発し発売。その後、『ポケモンレンジャー バトナージ』、『ポケモンレンジャー 光の軌跡』などの続編も発売。
2008年、株式会社クリーチャーズ 代表取締役会長に就任。
2009年、クリーチャーズとWIi用ソフト『ポケパークWii 〜ピカチュウの大冒険〜』を開発し発売。2011年に続編『ポケパーク2 〜Beyond the World〜』も発売。
アンブレラとWiiウェアソフト『乱戦!ポケモンスクランブル』を開発し発売。その後、続編として3DS版『スーパーポケモンスクランブル』、Wii U版『ポケモンスクランブル U』、3DS版『みんなのポケモンスクランブル』がある。
2011年、株式会社ポケモンセンタートウキョー（現 株式会社ポケモンセンター）を設立。
2011年、任天堂、ジニアスソノリティとDS用ソフト『バトル&ゲット! ポケモンタイピングDS』を開発し発売。同梱のワイヤレスキーボードは、Bluetoothキーボードとして様々なデバイスと接続して利用することができた。
2012年、コーエーテクモゲームスとニンテンドーDS用ソフト『ポケモン+ノブナガの野望』を開発し発売。
2015年、バンダイナムコゲームスとWii U版『ポッ拳』を開発し発売。
ジニアスソノリティと3DS用ソフト『ポケとる』を開発し発売。半年後にAndroid版、iOS版も発売。
ジュピターと3DS版『ポケモンピクロス』を開発し発売。
2016年、クリーチャーズと3DS用ソフト『名探偵ピカチュウ ～新コンビ誕生～』を開発し発売。
HEROZと『ポケモンコマスター』（Android、iOS）を開発し発売。
Niantic, Inc. と「Pokémon GO」を開発し発売。任天堂と「ポケモンGOプラス」を開発し発売。
2017年、セレクトボタンと『はねろ!コイキング』を開発しAndroidとiOSで発売。AIスピーカー向けのオリジナルアプリケーション『ピカチュウトーク』を開発。自身がプロデュースした、ポケモン関連ゲームソフトの出荷本数が世界累計3億本を突破した。
2018年、日本橋に、初のカフェ併設店舗「ポケモンセンタートウキョーＤＸ ＆ ポケモンカフェ」を開店。同カフェは開店から6ヵ月で来店者数10万人を突破した。イギリスの美術系大学 ロイヤル・カレッジ・オブ・アートに、創造的なアートやデザインの力でこれからの時代を切り拓く学生たちを支援することを目的として、「ポケモンスカラシップ」を設置した。
2019年、ポケモン関連商品を扱うオフィシャルショップ「ポケモンセンターシンガポール」がチャンギ空港内の商業施設「JEWEL」に開店、同店は日本を除くアジアでは初となる常設店舗である。製作総指揮を務めた映画『名探偵ピカチュウ』が世界公開される。DeNAと『ポケモンマスターズ』（AndroidとiOS）を開発し発売。Nintendo Switch用ソフト『ポケットモンスター ソード・シールド』を発売。
2020年、LITALICOと『ポケモンスマイル』（Android、iOS）を開発し配信。ポケモン初の有料追加ダウンロードコンテンツとして『ポケットモンスター ソード・シールド エキスパンションパス』を発売。金沢に「ポケモンセンターカナザワ」を開店。「すべてのポケモンが集まる場所」をコンセプトに『Pokémon HOME』のサービスを開始。海外事業をプロデュースするため、中国・上海に関連会社宝可梦（上海）玩具有限公司を設立。
2021年、ポケモンらしい社会貢献活動を持続的に行うことを目的とした、一般財団法人ポケモン・ウィズ・ユー財団を設立し、代表理事 理事長に就任。
2022年、自身がプロデュースしたシリーズ初のオープンワールド作品、Nintendo  Switchソフト『ポケットモンスター スカーレット・バイオレット』が、発売後3日間で世界累計販売本数1000万本を越えた。
2023年4月1日、株式会社クリーチャーズ代表取締役会長を退任、取締役に就任。
2023年7月、SELECT BUTTONと『Pokémon Sleep』（Android、iOS）を開発し、配信。
2023年5月、株式会社クリーチャーズ取締役を退任、ファウンダーとして、経営に関わる。
2023年12月、「ポケモンセンタータイペイ」を開店。株式会社よみうりランド、株式会社読売新聞東京本社と合同会社ポケパーク・カントーを設立。
2024年3月、株式会社イルカと株式会社ポケモンワークスを設立。
2024年10月、株式会社クリーチャーズ、株式会社ディー・エヌ・エーと『Pokémon Trading Card Game Pocket』（Android、iOS）を開発し、配信。
現在は、主に株式会社ポケモンにおいて、ゲーム、カードゲーム、テレビアニメ、劇場映画、などポケモン全体のブランドマネジメントを手がける。

## 人物
- 「幼少時、父が忙しい仕事の合間を縫って囲碁や将棋を教えてくれた。やはり二人で競技する遊びやゲームは、人間的なコミュニケーションを深めるために、どんなしかけがしてあるかが大切。単に勝ち負けだけではなく、その後で『あしたも一緒に遊ぼう』と言えるような関係ができていくことがポケモンにとって、一番いいありかただと思う。対戦前に握手をして、仮に負けた場合でも、もういちど握手をして『ありがとう』と言えることが一番カッコいい。（子供たちに）そうなって欲しい。」と語っている[2]。
- 「好きであれば、どんなに大変なことでも楽しんでやれるタイプ」と自己分析しており、お気に入りのポケモンのキャラクターはナッシーで「ポケモン赤・緑」の開発でデバッグ用にずっと使っていた、最もつきあいの長いポケモンだから」と語っているが、ポケモン・ブラック・ホワイト以降では「好きなポケモンは蛇の一種にみえるツタージャで、姿に気品があるから」とも語っている。また、別の場面では「一番好きなポケモンは、もちろんピカチュウ」との発言もある。
- 2017年の株式会社ポケモンの会社案内で、ポケモンと株式会社ポケモンについて以下のように語っている。
  - 「ポケモンが描く冒険世界は、現実世界に近く、私たちが慣れ親しんでいる地理や地形から類推可能でありながら、もうひとつの別の世界を形成していて、ポケモンを探したり交換したりする行為によって、現実世界と仮想世界の交通を促し、双方が豊かになるような仕組みを目指しています。1996年に発売された『ポケットモンスター 赤・緑』から、この「閉じていない遊び」のコンセプトは変わっていません。」
  - 「株式会社ポケモンという社名が表している通り、わが社はポケモンのことだけをやる会社です。ポケモンの冒険世界と私たちの現実世界が、より多様で、楽しい遊びの場所であり続けるために、常に新しい挑戦をしています。そして、ポケモンの事業を通じて利益が出たら、それはすべてポケモンのために再投資しています。未来の、より魅力的なポケモンのために。そういう意味では、とてもわかりやすい、シンプルな会社と言えるかもしれません。」
- 『ポケモン』と『信長の野望』（コーエーテクモゲームス）がコラボレーションした『ポケモン+ノブナガの野望』においては自身も深く制作に関わり陣頭指揮をとる。襟川陽一氏（コーエーテクモゲームス社長）との対談インタビューでは、「どんな人でも一生のうちにひとついい曲を作る、いい詞を書くという可能性はある。では、それを100作れるかと言うと、普通は作れない。そのレベルを維持して数こなせる人がプロ。」「開発者の場合は、この“並大抵ではない好き”という気持ちが重要で、そういう人を探し続けることが、コンテンツ企業にとっては非常に重要」と述べている[3]。
- ニンテンドーDSソフト『ポケットモンスターブラック2・ホワイト2』を発売直前、「いままでと同じパターンを予測されているお客さんが多かったが、気持ちよく裏切る意味でも、はじめて『2』とタイトルがつくものに挑戦。驚きが今回の商品の新しさだと思う。『強い』『かわいい』など、（ファンが）多様な理由でポケモンを好きになってくれるところが、ポケモンの魅力。商品開発においても新鮮さを発見し発明しつづけることが大事」と語っている[4]。
- （『ポケモン不思議のダンジョン マグナゲートと∞迷宮』のダウンロード版販売に関して）「カートリッジを持ち歩かなくていいというのはすごく便利で、ダウンロード販売の意味は十分にあると感じた。もちろん、パッケージ販売を否定するわけではない。『物理的にソフトを持っていたい』という想いもよくわかる。ただ、いろいろなソフトの流通形態としては、両方の購入方法があったほうが親切だろう、と考えている」と語っている[5]。
- JR大船渡線で2012年12月22日から運航中のPokemon with YOUトレインについて、「ポケモンを好きでいてくれる被災地の子どもたちのために何かできることはないかと、我々とJR東日本さんとで考えた結果。車両の出来栄えがすごくいいので、列車に乗った子どもたちと保護者の皆様には、きっと喜んでもらえるのでは」とコメントしている。また、「子どもたちが苦しそうな顔をしていると大人たちや地域全体から元気がなくなる。その意味で、ポケモンを通じて東北の子どもたちに笑顔を届けることは、結果的に大人を含めた地域全体に活気を取り戻す手助けになると思っている」とも語っている[6]。
- 『テレビゲーム-電視遊戯大全』という本を著した課程で、テレビゲームの世界観は、過去の2つの有名な物語に大きな影響を受けていることに気づいたという。「アメリカのSFドラマ『スタートレック』と、イギリスの異世界ファンタジー『指輪物語』。この2つが、テレビゲームの世界観の源流だと捉えている。どちらも、さまざまな種族の人間が登場し、異星人や魔法使いも含めて、実に多様なキャラクターでチームが編成され、それぞれが主要な役割を果たしている。こうしたチームによる物語の展開が、コンテンツに活力を与えている」「株式会社ポケモンも、そうありたい。異質な人材が集い、混沌とした中から新しいエネルギーが絶えず生まれてくるような場でありたいと思っている」とコメントしている[7]。
- ニンテンドー3DSソフト『ポケットモンスター X・Y』の発売直前、「（X・Yでは）ゲームの仕組みや遊びかたが大きく変わるので、これまでとは段階の異なるトライアルになった。いままで色や鉱物の名前をタイトルに付けていたものを、“X”と“Y”というまったく別の概念に変えたのは、そうした本作への意気込みの表れでもある」「世界同時発売で、世界中のプレイヤーがまったくフェアな状況でポケモンゲームを遊ぶとどうなるのか、私自身、予測しきれていない部分もあり、とても楽しみ」と語っている[8]。
- プロフェッショナルとは「常に新しい組み合わせでもの作りに挑戦し続けられる人。新しい組み合わせは常に困難を伴うが、それを困難と思わずにわくわくして楽しめること。」とコメントしている。また、「『いろいろあるから試行錯誤をやってみたら』という言い方はプロデューサーは絶対にしてはいけない。うまくいくと思ってやんなさいって」とも語っている[9]。
- ポケモン竜王戦開催にあたり、ポケモンゲームと将棋の共通点について、「ポケモンのキャラクターは今、700種類以上で、それぞれに技があり、相性もある。相手がどのポケモンで戦うのか、どんな技を繰り出すのか、といったことを探り合う。味方も敵もすべての駒の動きを把握できる将棋と異なり、ポケモンの対戦は偶然性が含まれるが、脳みそに汗をかく作業は同じだと思う。」「僕はポケモンをただのゲームではなく、相手とやりとりするツールと考えている。プログラムに沿ったストーリーを攻略する従来のソフトとの大きな違いは、通信機能を活用した対人ゲームになり得た点。対人ゲームの真骨頂は、交流が生じることではないか。」と語っている[10]。
- ポケットモンスター オメガルビー・アルファサファイアの海外予約好調について「人気の理由は世界同時発売にある。現代はインターネットを通じ、瞬時に情報が世界中まで行き渡る。日本の子どもたちが遊んでいるのに自分たちは遊べないとなると、海外の子どもたちは冷めた気持ちになる。ポケモン人気の熱量を落とさないで、一気に広げる必要があった。10年ほど前から同時発売の意向はあったが、翻訳作業の経験や技術が不足していて、思うように実現できなかった」、また、今後も長く愛されるキャラクターであり続けるために、考えている点について「ポケモンはデバイスの進化に合わせて、新しい遊び方を生み出してきた。ユーザーを退屈させないためだ。一方、ポケモンらしさをなくさないようにも注意している。例えば、物語の冒頭に『博士』から3匹のポケモンのうち、1匹を選んで仲間にする始まり方は、全作品に共通させている。プレーヤーの子どもには『あそこであのポケモンを選んでいたら』という思いがつきまとう。人生で遭遇するシーンの疑似体験になっている」と語っている[11]。
- 12年の時を経て、なぜ今「ポケットモンスター ルビー・サファイア」をリメイクしたのか？との問いに対して、「キモリとアチャモとミズゴロウ、どのポケモンを選ぼうか……悩みながら『ポケットモンスター ルビー・サファイア』をプレイした当時の子供たちは、12年経った今、大人に。皆様にも、懐かしいホウエン地方での物語を、GBAから遥かに進化した3DSで体験していただきたいという思いから、発売に至った」と回答している[12]。
- トップクリエータースペシャルインタビューにて、（ポケモンカードゲームのイラストについて）「プロのイラストレーターが、ポケモンをどう見て、どう表現するか。それは我々ゲームクリエーターとイラストレーターの、ある種の勝負と言えるところがある。そういう点では、自由度を高くした。制限は、『そのポケモンをきちんと識別できるように描いてほしい』ということくらい」と回答している。また、今後の目標として「まだ言語領域をすべてカバーしていない。すべてをカバーするのが、目標。ポケモンワールドチャンピオンシップスに参加する国は、現在は約35か国、その倍を目指して、いずれはオリンピックと肩を並べたい」と語っている[13]。
- ニンテンドー3DSダウンロードソフト「ポケとる」について「ポケモンパズルの間口をもっともっと広げたい、という思いがありました。（中略）ふだん、アクションゲームを遊ばないような層に、どうやったら遊んでもらえるのか・・・・・・簡単にすればいいというわけでもなく、一方の濃いゲームファンからも『ぬるすぎて、おもしろくない』という意見が出てはいけないなと。試行錯誤をするうちに、決められた手かず内でじっくり考えて遊ぶ知的なゲーム性にすることで、バランスを取れるのではないかと考えました。（中略）今回、フリー・トゥ・スタートというスタイルを取ったのは、興味を持っていただいた方には無料でお試しいただくことができ、ポケモンパズルの間口を広げられるという思いがあったからです。また、スマートデバイスも含めて、皆さんがこうした遊びのスタイルに慣れ親しんできて、抵抗なく自然に選ばれるようになってきたことが大きいですね。」と語っている[14]。
- （株式会社ポケモンについて）「商品名を会社名にすることは、当社はポケモンのことしかやらない、他のキャラクターを扱わないことを表明したことになります。キャラクターコンテンツ・ビジネスとしてはポケモン以外のことができなくなり、非常にリスクの高いネーミングになりますが、この社名によってポケモンという枠が固まり、キャラクターの価値を守ることになります。この枠の縛りの中で、ポケモンの価値を高め、長く愛してもらうためにどうプロデュースしていくかが当社の役割になります。そして、この固まった枠を壊し、新しいこと、今までにないことを作りだし、舵をとるのが私の仕事で、そのことに躊躇はありません」とし、また「（ポケモンは）子どもの遊びの要素がすべて詰まった緻密な、完成度の高いゲームです。完成度が高いだけに前作を壊すつもりでないと、新しい魅力は生まれません」と語っている[15]。
- （「Pokémon GO」について）「ポケモンと任天堂でスマートフォンデバイス上でやる遊びは“これまでにない遊び”を作りたいということが最初からのテーマでしたので、そこへ向かって築き上げてきた」また「このゲームを通じて、これまでのポケモンを再定義して、新しい次元にゲームを導いていきたい」とコメントしている[16]。
- （オフィシャルショップについて）ポケモンセンターは、ゲーム中にもポケモンを回復できる場所として登場する。1号店を開くときから、お客さんに『ポケモンセンターが本当にあった』と思われたくてつくった。今後は、このように現実世界に染みこんでいく取り組みを強化したい。その象徴が、今年中にサービスを始めるスマホ向けゲーム『Pokemon GO』。位置情報を利用することで、街を歩きながらポケモン探しが楽しめる[17]。
- ポケモンの交換には、ゲーム内の行く先々でする交換と、現実に「何組の誰々があれを持っているよ」という話を聞きつけてする交換とがあって、その二通りの交換は等価です。単にあげたり、とったりするのではなく“交換”であることがとても重要でした。「ポケモンという存在を通して現実世界と発想していく世界をともに豊かにする」というのは我が社の社是でもあります。没入度の高いゲームになればなるほど、ゲーム世界に閉じこもる傾向が強くなりますが、それでは現実世界は豊かになりません。現実とゲームを行き来しながらの遊びであることが、「ポケモン」のいちばんの特徴になればと思っています[18]。
- 「配信以来、50代以上の方が初めてプレーするゲームが『ポケモンGO』だったということはとても驚くべきことでした。入り口が易しいのと、今持っているスマホに適していたゲームだったということ。それに自分の子どもたちが小さい頃にポケモンのアニメに夢中になっていた記憶が掘り起こされて、ダウンロードしてみたら『私にも遊べる』と反応してくれたのが大きかった」「“ポケモノミクス”の成功には四つの要素があります。2016年7月6日に配信開始された『ポケモンGO』は1週間で全世界的な流行となったので、『ポケ・デミック』（＝ポケモン・パンデミック）と呼ばれました。二つめは、SNSとソシャゲ（ソーシャルゲーム）が十分に浸透した環境が加速をさらにパワフルにしたということ。三つめは、『ポケモンGO』の開発・運営を手がけるナイアンティック社が「ユニコーン」の基礎を持っていたということ。最後の四つめは、インフォメーション・テクノロジーの進化のいい頃合いで『ポケモンGO』がスタートしたということ。もしこれが3～4年前であれば位置情報も今より正確ではなかったし、スマホの電池の消耗も早かった。GPSの精度もスマホのスペックもストレスを感じずに遊べるようになったからこそだし、そういう意味ではタイミングがドンピシャリだったというのはありますね」[19]
- （映画プロデューサー川村元気氏・Pokemon GOゲームディレクター野村達雄氏との鼎談より）「（『君の名は。』は）非常に面白かったです。日々塗り替えられていく興行成績の記録にも驚嘆していました。『君の名は。』という偉大な作品と同じ年に『ポケモン GO』でも世界的な記録が成し遂げられたのは、なにか共通するものがあるのではないか、と考えさせられる部分が多かったです」「『ポケモン GO』でも特定のポケモンが出現する場所に人が集まりますが、『君の名は。』のファンもわざわざ作品の舞台を訪れると聞きます。人に足を運ばせる動機の強さは、非常に近いような気がしています」[20]
- （ポケモンの未来形について）「拡張現実（AR）で今後はより本物のポケモンがいると思わせるような技術はもっと出てくる。例えば、ピカチュウを見つけたとき、テーブルに乗ったらちゃんと影があり、こっちに向かって話しかけてくれば、もう一段進んだリアリティーが生まれる」「テーブルの上に乗る技術は既にあるが、スマホのスペックやカメラの性能、3次元を認識するアプリの性能が高まれば、それが可能になり、われわれが目にするものはより、リアルで感動的なものになる」「グーグルホームやアマゾンエコー、アップルのホームポッドなど音声認識アシスタントが増えてきており、対話型のものがより新しいエンタテインメントを生むかもしれない」「スイッチもわれわれが向かうプラットホームのひとつ。たくさんのプラットホームが可能性として開かれていると思う」と語っている[21]。
- （プロデューサーという仕事については、どう考えているか？）「社内でもよく言ってるんですけど、プロデュースするというのは、そのプロダクト＝商品やサービスを〝実現〟することです。例えばゲームだったら、どんなゲームを作るかというところから始まって、開発しながらそれが本当におもしろいのか、価値ある商品になっているのかということをみんなで検証して、ダメならまた作り直して……。より高い品質を目指して、商品やサービスをブラッシュアップしていくものづくりのプロセスはもちろん大切ですが、それだけでは〝実現〟にはまだ足りません。出来上がったプロダクトが100万個、200万個単位で製造可能で、ちゃんと人々の手に渡り、おもしろいと言ってもらえるところまでいって初めて〝実現〟したことになるんです」「ものづくりの工程は全プロセスの半分くらい。作ったものを、ちゃんとした商いするのがプロデュースです」とコメントしている[22]。
- （映画『名探偵ピカチュウ』について）「ポケモン世界の規範と知恵への賛辞と共に、広い観客層に訴えるストーリーを追及したのが本作です。ポケモンブランドと同じように、子供も大人も、長年のファンも、初めてポケモンの世界を体験する人も、誰もが共感できる映画になっています」 [23]
- （「ポケモンスカラシップ」について）「ポケモンは、これまで新しい技術や新しい領域との掛け算によって、ブランドを進化させてきました。新しい通信技術や位置情報技術、ファッションやアートの領域が代表的です。このスカラシップにより、未だ定義されていない新しい産業領域や表現領域を切り開く、そんな可能性を持つ学生たちを応援できることを喜ばしく思っています。この取り組みを通して、ロイヤル・カレッジ・オブ・アートの学生とポケモンが、より深く交流して、お互いの考え方やクリエイティビティを刺激し合えることを期待しています」[24]
- 「Healthcare×Gamification Forum ～ゲームによるヘルスケアの進化～」が、東京都内で開催され、石原氏がゲームのプロデューサーという立場から，ゲーミフィケーションにどのような可能性があるかを語った。（ゲームの開発について）「人々に継続してもらえる遊びを作り出すのは非常に難しい」「『ポケットモンスター』シリーズでは、ポケモンを順番に集める面白さやポケモン同士の関係性などを常に表現し、世界を広げていく努力を必死に続けることで、遊び続けてもらえる可能性を少しだけ上げている」「小学校を卒業したら、ポケモンも卒業という人が圧倒的に多い。その状況下で続けてもらうためには、私達も知恵を出し続けるしかない」「自分自身、飽きたときが止めどきだと考えて、日々の取り組みを行っている」「面白く思えるうちは続けられる」「『ポケットモンスター』シリーズの新商品の企画開発は今なお楽しいし、毎朝の愛犬の散歩時に『Pokémon GO』をプレイすることは習慣化」と話した。[25]
- （家族について）「父は身を粉にして働いていたけれど、実は趣味の人だったんだなと、僕は50歳になってやっと気づきました。若いころは俳句が好きで文芸で身を立てたいと思っていたようです。80歳になったとき、作りためた俳句をまとめたいというので僕が手伝って句集を出しました。釣りの情景が目に浮かぶような句が多かった。父の『桜鯛跳ね計量の定まらず』という句が好きです。魚釣りを趣味のように楽しんでいたかもしれないと感じました」「囲碁も好きでアマチュア5段か6段くらいの腕前だった。囲碁は父に教わり、将棋は常連の釣り客に教わりました。でもほぼ毎日釣りに行ってしまうので、私は1人で将棋や囲碁を指していました。ゲーム好きになり、ポケモンのゲームやカードゲームをプロデュースするようになった原点はこのころにあったと思います」と話した。[26]
- 日本経済新聞社新聞社編集委員の中村直文氏が執筆したコラムでは、ポケモンがロングセラー化した理由について、「まずは画期的な発明だったこと」「ポケモン専門の会社をつくるなど特化したからではないか」「ジャニーズではないけど、ポケモンというタレントをどう育て、面白くなるかを考えることに飽きることはなかった」と振り返っている。また、同コラムで中村氏は、「それまでゲームは最後の敵『ラスボス』を倒すなど目的達成型だったが、ポケモンは違う。ゲームの基本シナリオを終えても、利用者は満足しきれなかった。クリア後も捕まえきれないモンスターがまだまだ存在する。子どもたちは友人とモンスターを交換するなど収集にも夢中になった。一人で完結せずに、仮想と現実を行き来するポケモンは新たな遊び方を示したわけだ」と分析している。[27]
- 落合陽一氏との対談にて、テクノロジーとゲームの進化について語った。「実はゲームってテクノロジーを採用することについて遅いんです。(中略)落合さんが最先端のテクノロジーを使ってアート作品を作る、量子コンピュータとかそういう領域でクリエイティブを考えるのとは違って、我々はコンシューマー・エンタテインメントをつくる立場で考えているので、どうしても最先端のテクノロジーを利用するというより、少し使い古された技術と新しいアイデアを結びつけることで、多くの人が遊んでいける環境を繋いでいかないと成立しない。(中略)最も多くの人々が受け取ってくれるタイミング。それは技術の普及もあるけれど、気持ちの普及もある。」[28]
- 幡野広志氏、糸井重里氏との座談会で、コーヒーのこだわりを語る。「いちばん最初は、コーヒーのこの種類の豆はおいしいな、っていうところですよね。それで、いろんな豆を探しはじめました。(中略)そのうちに、そもそもこの豆ってどういうふうにして私の手に渡ったんだろう？　みたいなことを考えるようになる。そうすると、こういう地域でつくられて、こういうプロセスでここにあるんだなとわかるようになる。」「で、道具も、最初は粉で買っていたのが、豆を買うようになるので、挽くものを買って、だんだんだんだん、そろえていって、もうちょっと苦味のないものが飲んでみたいとか思うと、一気に焙煎機を買ってしまって。そうなると、焙煎前の生豆を買うわけですね。それも全部Amazonで買えるんですよ。」「そうやって、少しずつはみ出しつつ、いろいろ研究をやりはじめて‥‥という感じです。」[29]
- デザインオフィスnendo・株式会社クリーチャーズ・株式会社ポケモンの三社が、「普遍的に、いつまでも遊べるポケモンカードゲーム」をテーマに共同で開発を行った商品、「ポケモンカードゲームClassic」について、「プレイ環境の整備はチェスやバックギャモンに見られるような、グローバルでスタンダードな形式となる設定の商品を目指す第一歩を意味している。“ポケモンカードゲーム クラシック”は、グラフィックの表現を最小限に留めることで、よりスタンダードなデザインのプレイ用キットになることを目指した」とコメントしている。[30]
- （ポケモンのゲームは、どのように企画されたのか）「実際の開発は1990年ごろからスタートしています。当時、田尻智さん（現ゲームフリーク代表取締役）から、『通信ケーブルを用いた、新しい遊びが実現できるんじゃないか』という提案をいただきました。これが実現できれば今までとは全く違う遊びができるんじゃないかという印象はありました」、「ゲームフリークさんが『交換するのが面白くなるにはどうしたらいいのか』ということに注力する中で、2種類のソフトで出現するポケモンが一部異なれば、双方が喜ぶ交換が成立し、より交換することが楽しくなるのではないか、交換でケーブルを通る時に進化するアイデアはどうだろう、里親に預けたら経験値を多めにしよう、というような楽しい仕組みが生まれてきたのです」[31]
- 株式会社COTENのインタビューにて、「僕も昔、ゲームの世界史データベースを作ろうとしたことがあるんです。本なのでデータベースとまではいかないのですが、1988年に作った『テレビゲーム―電視遊戯大全』（U・P・U）という本がそうです。(中略)ゲーム界はその後指数関数的に大きくなりましたから、すべてを視野に収める鳥観図を作るのは、今はもう難しいんじゃないかな。ゲームに限らず、現代社会も同じだと思います。情報量が膨大になってしまって、鳥観図を描きにくくなった。だからこそ、COTEN CREWの世界史データベース構想を知った時にはピンと来ました。これは応援したい！と。鳥観図を描きにくい時代に、鳥観図を作ろうとする試みですから」と語る。[32]
- (ゲームがもたらすものについて)「ゲームとは、人と人が繋がるための道具である。『Pokémon GO』では、親子または三世代が繋がるというのがゲームを通して行われているというのは、いい道具だなと実感します。そして、当然のことながら、ゲームを通して友情や絆が生まれるということ。ポケモンカードの世界大会で見られます通り、ゲームを通して、世界中の人とのつながりが生まれています。もう一つの面で言いますと、日本の遅れたデジタル化、ICT教育をカバーするという機能もゲームの中にはあるんじゃないかと思います。まさしくゲームを通して、学びを加速できると、そういうものがゲームの中には入っていると感じています。結論としては、遊びを大切にすることで、人々は豊かになれるということです。しかし、遊びを強要したり、有用性だ、学習効果だ教育効果だ、協調性だといったところに軸足を置きすぎると、遊びの本質が失われてしまう。それがゲームを長年開発し、プロデュースし、みんなに長くプレイしてもらうだけの継続的なサービスを提供してきた私の、ひとつの結論です」[33]
- （金沢市の国立工芸館で開催した展覧会「ポケモン×工芸展―美とわざの大発見―」について)「ポケモンのゲームを作る過程は、ポケモンや物語、世界観を生み出していく総合的な創作です。同じような創作活動である工芸とつながるのは実は自然なこと。工芸の『用の美』とポケモンのかけ算が何を生むか、興味がありました。内見会では全作品を撮影しようとしましたが、写真で伝わらないすごみに触れてやめました。そんな経験は初めてです」とインタビューで答えた。[34]
- （好きなエピソードを選んで遊ぶことができる“つまみぐいモード”について）「時代が進むにつれ、プレイヤーが求めるものや体験したいものは大きく変わってきていると思います。もちろんすみずみまでじっくりとプレイしたい人もいるでしょうし、早くストーリーの続きを見たいから、謎解きパートはぱぱっと終わらせたいという人もいるでしょう。また、自分でプレイするよりほかの人がプレイしている動画を見て楽しむという人も多いですよね。そうした需要があるなら、それを満たすための仕組みがあるべきだろうと考えたんです」[35]
- 「ポケモンワールドチャンピオンシップス 2023」開会式で、「私たちがポケモンの世界に歩み始めてから25年以上が経ちました。みなさんが日本で行われる初めての世界大会に参加していただくことが大変うれしく思います」、「競技を通じて生まれる友情はポケモンにとって最も重要なことであり、世界大会こそがその最高の場所です」とポケモンバトルの頂点を決める世界大会の意義を語った。[36]
- 「グループビジョンとして『ポケモンで世界をつなごう』を掲げてきた。抽象的で荒唐無稽な話だと言われることもあったが、最近は世の中の方から強く意識されることが多くなった」、「我々も変わってきたが、世の中のポケモンに対する見方も変わってきている。ポケモンがメード・イン・ジャパンとはあまり受け取られていないと思う。このポジションはこれからも維持していきたい。ナショナルブランドではなく、グローバルブランドを目指していく」[37]
- 藤井聡太氏との対談で次のようにコメントしている。「将棋は運に左右されないゲーム。そこで僕は、ルールを変えて、もっと面白くできないのかなと思ってしまうんです。例えば、飛車と角を４枚全部集めたら勝ちとか、サイコロを振って偶数なら角、奇数なら飛車を動かしていいとか」「将棋ＡＩ（人工知能）の形勢判断が導入されたことで、対局の見方はがらりと変わりました。先手が９５％ぐらいの勝率だったのに、失着で優劣が大逆転してしまう。対局の内容は分からなくても、評価値のバーが大きく動くのを見て、人は感動するんですよね。ポケモンでも将棋界を参考にして、今大会（ポケモン竜王戦２０２４）のゲーム部門でＡＩの形勢判断を導入することにしました」[38]
- 『トヨタミライドン』プロジェクト展示イベントで、ポケモン、そして未来のモビリティについて次のように発言している。「ポケモンの世界って、ポケモンと一緒に旅をするわけですけれど、その中で一番重要なのは、相棒でもあり、“移動手段”でもあるということ。どう空を飛ぶとか、海を行くとか、そして陸を走るとか。単なる乗り物じゃなくて、もう少し身近な話し相手かもかもしれない。そうしたときの “乗り物の夢” がポケモンには詰まっていますし、それがポケモンの夢なのでトヨタの夢と一緒になると一番いいですね」[39]
- BBCニュースのインタビューに応じ、長期的な目標は「現実世界と仮想世界の両方を豊かにすること」だと述べた。たとえばモバイルアプリ『ポケモン GO』は、携帯端末のGPSを使用してモンスターを現実世界に配置するもので、この目標の一例だ。「ここが僕はポケモンの一番の強みだと思っています。こういったアイデアや遊びの領域をいくつ考えられるかが、ポケモンにとって非常に大事なことだと思っています」、「なので、次にどういう領域を目指すかを楽しみにしてほしいです。事業領域というよりは、こういうことを実現したい、そのためにはどんなアイデアがあるか、どんなサービスなら面白いかということをいつも考えています」、「そうした商品やサービスを次々と生み出していければ、ポケモンはおそらく30年、50年、100年と続いていけると思います」、「でも、ミッションや意思を損なってしまったり、これまでうまくいっていたから、この流れに沿って考えればいいんだという意識になってしまったりすると、ポケモンも衰退してしまうと思います」[40]
- （『ポケットモンスター 赤・緑』の開発について）「1990年に開発をスタートし、翌年には世に出そうとしていたのに、結局、発売まで6年かかりました。あの時に挫折していたら今のポケモンはなかった。とにかく面白いものをつくるというこだわりです。一番面白いと思っているところを諦めない。ポケモンは新しい遊びで、新しいものを実現するには困難を伴います。従来のようなゲームにしてしまえば楽ですが、それでは自分たちが目指していたものになりません」、（中略）「やはり、面白くないものは面白くない。ゲームは生活必需品ではないから、安いから買うということはない。逆に『高いけど面白かった』はあります。これがゲームエンターテインメントの厳しいところで、圧倒的に面白くないと売れないし、認めてもらえない。『赤・緑』が圧倒的に面白かった分、その後のソフト開発はハードルがすごく高い。どれだけ心を鬼にして『作り直そう』と言えるか。自分たちが『これは絶対に面白い』と納得した上で、自信を持って出せたかどうかが一番大きいです」[41]
- ポケモンカードゲームのイラストについて、パティシエの庄司夏子氏とのインタビューで次のようにコメントしている。「庄司さんにお声がけする際に、どういったタイアップの可能性があるかを我々も考えました。そこであがってきたのが、ケーキでした。先ほども申し上げたチームのメンバーがもっとも感動したのが、庄司さんの作る彩り鮮やかなフルーツケーキだったのです。あの美しいケーキを背景に、それに合うポケモンたちといっしょにカードを作ってみたい。それが彼らの考えでした」、（中略）「ゲームボーイの時代は黒と白、そのあいだにライトグレーとダークグレーという4階調だけの世界でした。それなのに、記憶の中にいるピカチュウは体が黄色い気がするし、ほっぺも赤かったような気がするのです。そうやってプレイヤーが頭の中で補完してくれていた時代でもありました。ミュウツーはきっとこんな能力で、空を浮遊するに違いないみたいな、ある意味で妄想のような世界を作り出してくれていた人も少なくないと思います。それもまたドット絵の魅力であったわけですが、技術の進化に伴って、現代ではものすごく精密に表現したいものをそのまま映し出せるようになっています。そしてそれはそれで現代アートの魅力でもあると思います。そうした現代の技術を大いに活用して、表現したいアートへのこだわりをより細かく突き詰めていっているのがいまのポケモンカードだと思いますね」[42]

## 主なプロデュース作品
- ビデオゲーム
  - 『オトッキー』（ファミコン・ディスクシステム）
  - 『ナイトムーブ』（ファミコン・ディスクシステム）
  - 『テトリス2＋ボンブリス』
  - 『MOTHER2 ギーグの逆襲』
  - 『サンリオカーニバル』
  - 『けろけろけろっぴの大冒険』
  - 『ヨッシーのたまご』
  - 『マリオとワリオ』
  - 『マリオのピクロス』
  - 『タモリのピクロス』
  - 『ミニ四駆GB Let's & Go!!』（ディレクター）
  - 『ミニ四駆GB Let's & Go!! オールスターバトルMAX』（ディレクター）
  - 『ポケットモンスター』シリーズ
    - 『ポケットモンスター　赤・緑』
    - 『ポケットモンスター　青』
    - 『ポケットモンスター　ピカチュウ』
    - 『ポケットモンスター　金・銀』
    - 『ポケットモンスター　クリスタル』
    - 『ポケットモンスター　ルビー・サファイア』
    - 『ポケットモンスター　ファイアレッド・リーフグリーン』
    - 『ポケットモンスター　エメラルド』
    - 『ポケットモンスター　ダイヤモンド・パール』
    - 『ポケットモンスター　プラチナ』
    - 『ポケットモンスター　ハートゴールド・ソウルシルバー』
    - 『ポケットモンスター　ブラック・ホワイト』
    - 『ポケットモンスター　ブラック2・ホワイト2』
    - 『ポケットモンスター　X・Y』
    - 『ポケットモンスター　オメガルビー・アルファサファイア』
    - 『ポケットモンスター　サン・ムーン』
    - 『ポケットモンスター　ウルトラサン・ウルトラムーン』
    - 『ポケットモンスター　Let's GO! ピカチュウ・Let's GO! イーブイ』
    - 『ポケットモンスター　ソード・シールド』
    - 『ポケットモンスター ブリリアントダイヤモンド・シャイニングパール』
    - 『Pokémon LEGENDS アルセウス』
    - 『ポケットモンスター スカーレット・バイオレット』

  - 『ポケモン不思議のダンジョン』シリーズ
    - 『ポケモン不思議のダンジョン　青の救助隊・赤の救助隊』
    - 『ポケモン不思議のダンジョン　時の探検隊・闇の探検隊』
    - 『ポケモン不思議のダンジョン　空の探検隊』
    - 『ポケモン不思議のダンジョン　すすめ！炎の冒険団・いくぞ！嵐の冒険団・めざせ！光の冒険団』
    - 『ポケモン不思議のダンジョン　マグナゲートと∞迷宮』
    - 『ポケモン超不思議のダンジョン』

  - 『ポケモンレンジャー』シリーズ
    - 『ポケモンレンジャー』
    - 『ポケモンレンジャー バトナージ』
    - 『ポケモンレンジャー 光の軌跡』

  - 『ポケモンスタジアム』
  - 『ピカチュウげんきでちゅう』
  - 『ポケモンカードGB』
  - 『ポケモンスナップ』
  - 『カスタムロボ』
  - 『ポケモンピンボール』
  - 『ポケモンスタジアム2』
  - 『ポケモンスタジアム 金銀』
  - 『ポケモンでパネポン』
  - 『ポケモンカードGB2 GR団参上!』
  - 『ポケモンパーティミニ』
  - 『ポケモンピンボールミニ』
  - 『ポケモンアニメカード大作戦』
  - 『ポケモンパズルコレクション』
  - 『ポケモンショックテトリス』
  - 『ポケモンパズルコレクションvol.2』
  - 『ポケモンレースミニ』
  - 『ピチューブラザーズミニ』
  - 『トゲピーのだいぼうけん』
  - 『ポケモンそだてやさんミニ』
  - 『ポケモンボックス ルビー&サファイア』
  - 『ポケモンチャンネル 〜ピカチュウといっしょ!〜』
  - 『ポケモンピンボール ルビー&サファイア』
  - 『ポケモンバトルカードe+』
  - 『ポケモンコロシアム』
  - 『第2弾　ポケモンバトルカードe+』
  - 『ポケモンダッシュ』
  - 『ポケモンコロシアム　ダブルバトルカードe+』
  - 『ポケモンバトルカードe+　ファイアレッド&リーフグリーン』
  - 『ポケモンバトルカードe+　エメラルド』
  - 『ポケモンXD 闇の旋風ダーク・ルギア』
  - 『ポケモントローゼ』
  - 『ポケモンバトルレボリューション』
  - 『みんなのポケモン牧場』
  - 『乱戦!ポケモンスクランブル』
  - 『ポケパークWii 〜ピカチュウの大冒険〜』
  - 『バトル&ゲット! ポケモンタイピングDS』
  - 『ポケモン立体図鑑BW』
  - 『スーパーポケモンスクランブル』
  - 『ポケパーク2 〜Beyond the World〜』
  - 『ポケモン+ノブナガの野望』
  - 『ポケモンARサーチャー』
  - 『ポケモン全国図鑑Pro』
  - 『ポケモンバトルチェス』
  - 『ポケモンバトルチェスBWバージョン』
  - 『ポケモンバトルチェスW』
  - 『ポケモンスクランブル U』
  - 『ポケモンバンク』
  - 『ポケモンバトルトローゼ』
  - 『ポケモンアートアカデミー』
  - 『とうぞくと1000びきのポケモン』
  - 『ポケとる』
  - 『みんなのポケモンスクランブル』
  - 『ポケとる スマホ版』
  - 『ポケモンピクロス』
  - 『名探偵ピカチュウ 〜新コンビ誕生〜』
  - 『ポッ拳 POKKÉN TOURNAMENT』
  - 『ポケモンコマスター』
  - 『Pokémon GO』
  - 『はねろ！コイキング』
  - 『ポッ拳 POKKÉN TOURNAMENT DX』
  - 『名探偵ピカチュウ』
  - 『ポケモンクエスト』
  - 『ポケモンスクランブルSP』
  - 『ポケモンマスターズ』
  - 『Pokémon HOME』
  - 『ようこそ!ポケモンカフェ 〜まぜまぜパズル〜』（旧：Pokémon Café Mix）
  - 『New ポケモンスナップ』
  - 『Pokémon UNITE』
  - 『帰ってきた 名探偵ピカチュウ』
  - 『Pokémon Sleep』
  - 『Pokémon Trading Card Game Pocket』
- その他の携帯ゲーム及びデバイス
  - 『ポケットピカチュウ』
  - 『ポケットピカチュウカラー・金銀といっしょ!』
  - 『ポケモーション』
  - 『ポケモンミニ』
  - 『ポケウォーカー』
  - 『Pokémon GO Plus』
  - 『モンスターボール Plus』
  - 『Pokémon GO Plus +』
- カードゲーム
  - 『ポケモンカードゲーム』シリーズ
- 電子書籍
  - ポケモン図鑑 for iOS
- 映像
  - 『名探偵ピカチュウ』(映画)

## テレビ出演
- 日経スペシャル カンブリア宮殿 「世界で成功した キャラクタービジネスの秘密 ～ポケモンビジネス進化論～」（2007年7月9日、テレビ東京）- ポケモン 社長として出演[43]。

## 書籍
- 『テレビゲーム 電視遊戯大全』（1988年5月30日、ユー・ピー・ユー）ISBN 978-4946432316
- 『テトリス10万点への解法』（1989年3月25日、ペヨトル工房）ISBN 978-4893420893
- 『おばけをみちゃったヒトカゲくん ポケモンえほん1』（共著者:戸田昭吾 姫野かげまる）（1997年7月10日、小学館）ISBN 9784097287018
  - 『でておいでよゼニガメくん ポケモンえほん2』（共著者:今国智章 木村直代）（1997年7月10日、小学館）ISBN 9784097287025
  - 『フシギダネこまったね ポケモンえほん3』（共著者:戸田昭吾 伊藤紅丸）（1997年7月10日、小学館）ISBN 9784097287032
  - 『ピカチュウげんきでちゅう ポケモンえほん4』（共著者:青木俊直）（1997年7月10日 小学館）ISBN 4097287044 - クレジットでは監修となっている。同名ソフトとは無関係
  - 『ヤドンのおおあくび ポケモンえほん5』（共著者:戸田昭吾 田中未樹）（1997年7月10日、小学館）ISBN 9784097287056
  - 『イワークのトンネルめぐり ポケモンえほん6』（共著者:戸田昭吾 伊藤紅丸）（1997年8月10日、小学館）ISBN 9784097287063
  - 『そんなふうなラッキー ポケモンえほん7』（共著者:床屋かなぶん）（1997年8月10日、小学館）ISBN 9784097287070
  - 『へんしんメタモン ポケモンえほん8』（共著者:木月すみよし）（1997年8月10日、小学館）ISBN 9784097287087
  - 『ラプラスくん よかったね ポケモンえほん9』（共著者:川村久仁美 青木俊直）（1997年8月10日、小学館）ISBN 9784097287094
  - 『カモネギくん そのネギかして ポケモンえほん10』（共著者:和田淳子 馬場由起子）（1997年8月10日、小学館）ISBN 9784097287100
  - 『ナッシーくんのくちぐせなあに？ ポケモンえほん11』（共著者:松村江里子 大山功一）（1997年9月20日、小学館）ISBN 9784097287117
  - 『サイホーンとちきゅうのへそ ポケモンえほん12』（共著者:山本和之 有田満弘）（1997年9月20日、小学館）ISBN 9784097287124
  - 『ディグダのおたんじょうかい ポケモンえほん13』（共著者:和田淳子 荒井靖斗）（1997年9月20日、小学館）ISBN 9784097287131
  - 『ビードルのパパはどこ？ ポケモンえほん14』（共著者:戸田昭吾 杉浦明美）（1997年9月20日、小学館）ISBN 9784097287148
  - 『ピッピのくるくるおんぷ ポケモンえほん15』（共著者:川村久仁美 姫野かげまる）（1997年9月20日、小学館）ISBN 9784097287155
  - 『ドードーよーいどん！ ポケモンえほん16』（共著者:こみやトモカズ）（1997年11月10日、小学館）ISBN 9784097287162
  - 『はらぺこカビゴン ポケモンえほん17』（共著者:木月すみよし）（1997年11月10日、小学館）ISBN 9784097287179
  - 『きたのしまのパウワウ ポケモンえほん18』（共著者:山本和之 木村直代）（1997年11月10日、小学館）ISBN 9784097287186
  - 『まんまるマルマイン ポケモンえほん19』（共著者:青木俊直）（1997年11月10日、小学館）ISBN 9784097287193
  - 『まだまだキャタピー ポケモンえほん20』（共著者:戸田昭吾 姫野かげまる）（1997年11月10日、小学館）ISBN 9784097287209
- 『劇場版ポケットモンスター ピカチュウのなつやすみ・ピカチュウたんけんたい』（共著者:田尻智 かとうちたか やまおかゆうこ）（2000年10月26日、小学館）ISBN 9784097670124
- 『ポケットモンスターおはなし超ひゃっか(2) ピカチュウだいかつやく!!のまき』（共著者:田尻智）（2000年12月10日、小学館）ISBN 9784097506324
- 『ポケットモンスターおはなし超ひゃっか(3) しんポケモン チコリータとうじょう！のまき』（共著者:田尻智）（2001年1月10日、小学館）ISBN 9784097506331
- 『ポケットモンスターおはなし超ひゃっか(4) ヒノアラシ、ワニノコゲットだせ!!のまき』（共著者:田尻智 山岡有子）（2001年3月10日、小学館）ISBN 9784097506348
- 『ポケットモンスターおはなし超ひゃっか(5) フシギダネとかれいなくさポケモンのまき』（共著者:田尻智）（2001年5月20日、小学館）ISBN 9784097506355
- 『ポケットモンスターおはなし超ひゃっか(6) ヘラクロスとげんきなむしポケモンのまき』（共著者:田尻智）（2001年6月20日、小学館）ISBN 9784097506362
- 『ポケットモンスターおはなし超ひゃっか(7) マリルとウパーののんびりみずポケモンのまき』（共著者:田尻智）（2001年7月20日、小学館）ISBN 9784097506379
- 『ポケットモンスターおはなし超ひゃっか(8) ヨルノズクともりのなかまたちのまき』（共著者:田尻智）（2001年8月20日、小学館）ISBN 9784097506386
- 『ポケットモンスターえいが超ひゃっか 劇場版ポケットモンスター』（共著者:田尻智）（2001年12月3日、小学館）ISBN 9784097507314
- 『劇場版 ポケットモンスター 水の都の護神ラティアスとラティオス ポケットモンスターえいが超ひゃっか』（共著者:田尻智）（2002年11月2日、小学館）ISBN 9784097507321
- 『劇場版 ポケットモンスター 七夜の願い星ジラーチ おどるポケモンひみつ基地 ポケットモンスターえいが超ひゃっか』（共著者:田尻智）（2003年12月1日、小学館）ISBN 9784097507338
- 『ポケットモンスターアドバンスジェネレーション ミュウと波導の勇者ルカリオ ポケットモンスターえいが超ひゃっか』（共著者:田尻智）（2005年8月11日、小学館）ISBN 9784097507352
- 『蒼海の王子マナフィ ステーショナリーブック 劇場版ポケットモンスターアドバンスジェネレーション』（共著者:田尻智）（2006年7月10日、小学館）ISBN 9784091106919
- 『ポケモンレンジャーと蒼海の王子マナフィ ポケットモンスターAG えいが超ひゃっか』（共著者:田尻智）（2006年8月7日、小学館）ISBN 9784097507369
- 『ポケットモンスターDP ディアルガvsパルキアvsダークライ えいが超ひゃっか』（共著者:田尻智）（2007年8月6日、小学館）ISBN 9784097508465
- 『裂空の訪問者デオキシス・ミュウと波導の勇者ルカリオ』（2008年5月28日、小学館 てんとう虫Cアニメ版）ISBN 9784091405791
- 『劇場版ポケットモンスター ポケモンレンジャーと蒼海の王子マナフィ(新装版)』（共著者:田尻智）（2008年5月28日、小学館 てんとう虫Cアニメ版）ISBN 9784091405982
- 『劇場版ポケットモンスターDP ディアルガvsパルキアvsダークライ(新装版)』（共著者:田尻智）（2008年6月2日、小学館 てんとう虫Cアニメ版）ISBN 9784091405807
- 『ポケットモンスターDP ギラティナと氷空の花束シェイミ えいが超ひゃっか』（共著者:田尻智）（2008年8月9日、小学館）ISBN 9784097508496
- 『ポケットモンスターダイヤモンド&パール 劇場版 アルセウス超克の時空へ(アニメ版)』（2009年9月28日、小学館 てんとう虫C）ISBN 9784091408662
- 『劇場版ポケットモンスターダイヤモンド・パール 幻影の覇者ゾロアーク』（共著者:田尻智 世良ふゆみ 園田英樹）（2010年8月10日、小学館 小学館ジュニアシネマ文庫）ISBN 9784092306066
- 『ビクティニと白き英雄レシラム 劇場版ポケットモンスターベストウイッシュ』（共著者:田尻智 水稀しま 園田英樹）（2011年8月18日、小学館 小学館ジュニアシネマ文庫）ISBN 9784092306165
- 『ビクティニと黒き英雄ゼクロム 劇場版ポケットモンスターベストウイッシュ』（共著者:田尻智 水稀しま 園田英樹）（2011年8月18日、小学館 小学館ジュニアシネマ文庫）ISBN 9784092306172
- 『劇場版ポケットモンスターベストウイッシュ キュレムVS聖剣士ケルディオ』（共著者:田尻智 水稀しま 園田英樹）（2012年8月18日、小学館 小学館ジュニアシネマ文庫）ISBN 9784092306295
- 『劇場版ポケットモンスターベストウイッシュ 神速のゲノセクト ミュウツー覚醒』（共著者:田尻智 園田英樹）（2013年8月9日、小学館 小学館ジュニアシネマ文庫）ISBN 9784092306400
- 『ポケモン・ザ・ムービーXY 破壊の繭とディアンシー』（共著者:田尻智 園田英樹）（2014年8月8日、小学館 小学館ジュニア文庫）ISBN 9784092307698
- 『ポケモン・ザ・ムービーXY 光輪の超魔神フーパ』（共著者:田尻智 冨岡淳広）（2015年8月1日、小学館 小学館ジュニア文庫）ISBN 9784092308411
- 『ポケモン・ザ・ムービーXY&Z ボルケニオンと機巧のマギアナ』（共著者:田尻智 水稀しま 冨岡淳広）（2016年9月1日、小学館 小学館ジュニア文庫）ISBN 9784092308930
- 『劇場版ポケットモンスター キミにきめた！』（共著者:田尻智 水稀しま 米村正二）（2017年7月13日、小学館 小学館ジュニア文庫）ISBN 9784092311794
- 『劇場版ポケットモンスター キミにきめた！(上)』（共著者:鷹岬諒 田尻智 米村正二 首藤剛志）（2017年8月28日、小学館 てんとう虫コロコロC）ISBN 9784091424587
  - 『劇場版ポケットモンスター キミにきめた！(下)』（共著者:鷹岬諒 田尻智 米村正二 首藤剛志）（2017年12月27日、小学館 てんとう虫コロコロC）ISBN 9784091425980
- 『劇場版ポケットモンスター みんなの物語』（共著者:水稀しま 梅原英司 高羽彩 田尻智）（2018年7月1日、小学館 小学館ジュニア文庫）ISBN 9784092312494
- 『劇場版ポケットモンスター みんなの物語外伝 エピソード・ゼラオラ』（共著者:河本けもん 田尻智 梅原英司 高羽彩）（2018年7月13日、小学館 てんとう虫CSP）ISBN 9784091427939
- 『ミュウツーの逆襲 EVOLUTION』（共著者:五味まちと 田尻智 首藤剛志）（2019年7月12日、小学館 てんとう虫CSP）ISBN 9784091430601
- 『ポケットモンスター ミュウツーの逆襲 EVOLUTION 大人気アニメストーリー』（共著者:桑原美保 田尻智 首藤剛志）（2019年7月12日、小学館）ISBN 9784092897717
- 『ポケットモンスター ミュウツー！ 我ハココニ在リ』（共著者:五味まちと 田尻智 首藤剛志）（2019年7月12日、小学館 てんとう虫CSP）ISBN 9784091430687
- 『ポケットモンスター ミュウツーの逆襲 EVOLUTION えいが超ひゃっか』（共著者:桑原美保 田尻智 首藤剛志）（2019年7月12日、小学館）ISBN 9784097511137
- 『ポケットモンスター ～サトシとゴウの物語！～(1)』（共著者:五味まちと 杉森健 増田順一 田尻智）（2020年8月28日、小学館 てんとう虫コロコロC）ISBN 9784091431998
  - 『ポケットモンスター ～サトシとゴウの物語！～(2)』（共著者:五味まちと 杉森健 増田順一 田尻智）（2021年5月26日、小学館 てんとう虫コロコロC）ISBN 9784091432704
  - 『ポケットモンスター ～サトシとゴウの物語！～(3)』（共著者:五味まちと 杉森健 増田順一 田尻智）（2021年7月28日、小学館 てんとう虫コロコロC）ISBN 9784091433183
  - 『ポケットモンスター ～サトシとゴウの物語！～(4)』（共著者:五味まちと 杉森健 増田順一 田尻智）（2021年11月26日、小学館 てんとう虫コロコロC）ISBN 9784091433534
- 『劇場版ポケットモンスター ココ えいが超ひゃっか』（共著者:田尻智 矢嶋哲生）（2020年12月25日、小学館）ISBN 9784097511151
- 『劇場版ポケットモンスター ココ 大人気アニメストーリー』（共著者:桑原美保 矢嶋哲生 田尻智）（2020年12月25日、小学館）ISBN 9784092897809

## 受賞歴
- 1998年 第13回マルチメディアグランプリ1998 MMCA特別賞
- 2008年 デジタル・コンテンツ・オブ・ジ・イヤー'07/第13回 AMDアワード 功労賞
- 2011年
  - CEDEC AWARDS 2011 特別賞
  - 日本ゲーム大賞2011 経済産業大臣賞
- 2016年 第15回日本イノベーター大賞 ソフトパワー賞
- 2017年
  - 日本ゲーム大賞2017 経済産業大臣賞（Pokemon GO）
- 2019年
  - 環境芸術学会 学会大賞

## その他
- 朝日新聞be on Saturday「フロントランナー」（2009年11月21日）